# Brûlon
Brûlon là một xã thuộc tỉnh Sarthe trong vùng Pays-de-la-Loire tây bắc nước Pháp. Xã này nằm ở khu vực có độ cao từ 47-128 mét trên mực nước biển.
Sông Vègre tạo thành toàn bộ ranh giới đông nam của xã.